# Курт Альбрехт
Курт Альбрехт (нім. Kurt Albrecht; 2 січня 1887, Магдебург — 8 травня 1918, Середземне море) — німецький офіцер-підводник, капітан-лейтенант кайзерліхмаріне.

## Біографія
1 квітня 1906 року вступив на флот. Учасник Першої світової війни. З 18 листопада по 12 грудня 1915 року — командир підводного човна SM UB-24, з 22 травня по 12 грудня 1916 року — SM UB-36, з 5 квітня 1917 по 5 лютого 1918 року — SM UC-53, з 16 лютого 1918 року — SM U-32. 8 травня 1918 року човен був потоплений глибинними бомбами британського шлюпу «Воллфлавер» північнозахідніше Мальти. Всі 41 член екіпажу загинули.
Всього за час бойових дій потопив 38 кораблів загальною водотоннажністю 42 386 тонн і пошкодив 8 кораблів (17 437 тонн).
| Дата            | Назва корабля                | Тип             | Тоннаж | Вантаж                             | Загиблі | Країна             |
| --------------- | ---------------------------- | --------------- | ------ | ---------------------------------- | ------- | ------------------ |
| 30 липня 1916   | Anna                         | Вітрильник      | 172    | Руда і порожні бочки з-під бензину | 0       | Швеція             |
| 30 липня 1916   | Pitea (захоплений як приз)   | Пароплав        | 644    |                                    |         | Швеція             |
| 1 серпня 1916   | Hudiksvall                   | Пароплав        | 481    | Генеральні вантажі                 | 0       | Швеція             |
| 1 серпня 1916   | Pehr Brahe                   | Пароплав        | 499    | Шпульки                            |         | Фінляндія          |
| 4 червня 1917   | City Of Baroda               | Пароплав        | 5,032  | Генеральні вантажі                 | 6       | Британська імперія |
| 9 червня 1917   | Lilly                        | Пароплав        | 1,150  | Арахіс                             | 0       | Данія              |
| 9 червня 1917   | Tordenvore                   | Пароплав        | 1,565  | Вугілля                            | 0       | Норвегія           |
| 10 червня 1917  | Ligeiro (пошкоджений)        | Вітрильник      | 285    | Вино                               |         | Португалія         |
| 10 червня 1917  | Santa Maria                  | Вітрильник      | 204    | Вугілля                            |         | Португалія         |
| 11 червня 1917  | Sibens                       | Вітрильник      | 323    | Сіль                               |         | Російська імперія  |
| 12 червня 1917  | Symra                        | Пароплав        | 3,005  | Вугілля                            | 0       | Норвегія           |
| 16 червня 1917  | ESPERANZA                    | Вітрильник      | 98     |                                    |         | Іспанія            |
| 16 червня 1917  | F.7.SB.                      | Вітрильник      | 50     |                                    |         | Іспанія            |
| 21 червня 1917  | Nord (пошкоджений)           | Пароплав        | 3,193  |                                    |         | Франція            |
| 9 серпня 1917   | Canara (пошкоджений)         | Пароплав        | 6,012  | Баласт                             | 9       | Британська імперія |
| 10 серпня 1917  | Margherita                   | Вітрильник      | 66     |                                    |         | Королівство Італія |
| 10 серпня 1917  | Tito Speri                   | Пароплав        | 3,893  |                                    | 0       | Королівство Італія |
| 11 серпня 1917  | Arcangelo Michele            | Вітрильник      | 45     |                                    |         | Королівство Італія |
| 12 серпня 1917  | Ansedonia                    | Вітрильник      | 270    |                                    |         | Королівство Італія |
| 12 серпня 1917  | Ardita Carrara               | Вітрильник      | 75     |                                    |         | Королівство Італія |
| 13 серпня 1917  | IL NUOVO LEONARDO            |                 | 34     |                                    |         | Королівство Італія |
| 15 вересня 1917 | Cavi (пошкоджений)           | Пароплав        | 2,544  |                                    |         | Королівство Італія |
| 18 вересня 1917 | Domenico Primo (пошкоджений) | Вітрильник      | 80     |                                    |         | Королівство Італія |
| 19 вересня 1917 | Teresita                     | Вітрильник      | 136    |                                    |         | Королівство Італія |
| 21 вересня 1917 | CHRISTINA                    | Вітрильник      | 32     |                                    |         | Королівство Італія |
| 22 вересня 1917 | Primo                        | Вітрильник      | 65     |                                    |         | Королівство Італія |
| 23 вересня 1917 | Argietta                     | Вітрильник      | 165    |                                    |         | Королівство Італія |
| 23 вересня 1917 | GIUSEPPINA CONCETTINA        | Вітрильник      | 31     |                                    |         | Королівство Італія |
| 23 вересня 1917 | Irthington                   | Пароплав        | 2,845  | Баласт                             | 0       | Британська імперія |
| 24 вересня 1917 | Nuova Francesca              | Вітрильник      | 45     |                                    |         | Королівство Італія |
| 24 вересня 1917 | S. ESPEDITO                  | Вітрильник      | 31     |                                    |         | Королівство Італія |
| 8 грудня 1917   | Giuseppe Naccari             | Вітрильник      | 128    |                                    |         | Королівство Італія |
| 9 грудня 1917   | Cerea (пошкоджений)          | Пароплав        | 4,295  |                                    |         | Королівство Італія |
| 9 грудня 1917   | Costas                       | Пароплав        | 3,278  |                                    | 0       | Королівство Греція |
| 10 грудня 1917  | Antonio Magliulo             | Вітрильник      | 520    | Фосфати                            |         | Королівство Італія |
| 13 грудня 1917  | Karen                        | Пароплав        | 1,689  | Солена тріска                      | 1       | Норвегія           |
| 14 грудня 1917  | Brig 1 (пошкоджений)         | Корабель-пастка | 120    |                                    | 3       | Британська імперія |
| 25 грудня 1917  | Hekla                        | Пароплав        | 937    | Фосфати                            | 13      | Данія              |
| 25 січня 1918   | Carignano                    | Пароплав        | 2,688  |                                    |         | Королівство Італія |
| 26 січня 1918   | Asimina                      | Пароплав        | 2,878  |                                    |         | Королівство Греція |
| 29 січня 1918   | Geo                          | Пароплав        | 3,048  | Баласт                             | 16      | Британська імперія |
| 30 січня 1918   | Fratelli Barrera             | Вітрильник      | 88     | Порцеляна                          |         | Королівство Італія |
| 30 січня 1918   | Michele Padre                | Вітрильник      | 230    | Каолін                             |         | Королівство Італія |
| 21 квітня 1918  | Bellview                     | Пароплав        | 3,567  | Вугілля і генеральні вантажі       | 0       | Британська імперія |
| 1 травня 1918   | Era                          | Пароплав        | 2,379  | Залізна руда                       | 12      | Австралія          |
| 5 жовтня 1918   | Rosa (пошкоджений)           | Пароплав        | 908    |                                    |         | Королівство Італія |

## Звання
- Морський кадет (1 квітня 1906)
- Фенріх-цур-зее (6 квітня 1907)
- Лейтенант-цур-зее (30 вересня 1909)
- Оберлейтенант-цур-зее (19 вересня 1912)
- Капітан-лейтенант (26 квітня 1917)

## Нагороди
- Залізний хрест 2-го і 1-го класу
- Хрест «За військові заслуги» (Брауншвейг)